# Andy and the Hypnotist
Andy and the Hypnotist è un cortometraggio muto del 1914 diretto da Charles H. France.
Quinto cortometraggio della serie a un rullo The Adventures of Andy Clark prodotta dalla Edison.

## Produzione
Il film fu prodotto dalla Edison Manufacturing Company.

## Distribuzione
Distribuito dalla General Film Company, il film - un cortometraggio di una bobina - uscì nelle sale cinematografiche degli Stati Uniti l'8 aprile 1914.